# 目黒区立第四中学校
目黒区立第四中学校（めぐろくりつ だいよんちゅうがっこう）は、東京都目黒区に1947年から2015年まであった公立中学校。1951年以降の所在地は目黒区下目黒六丁目18番2号。

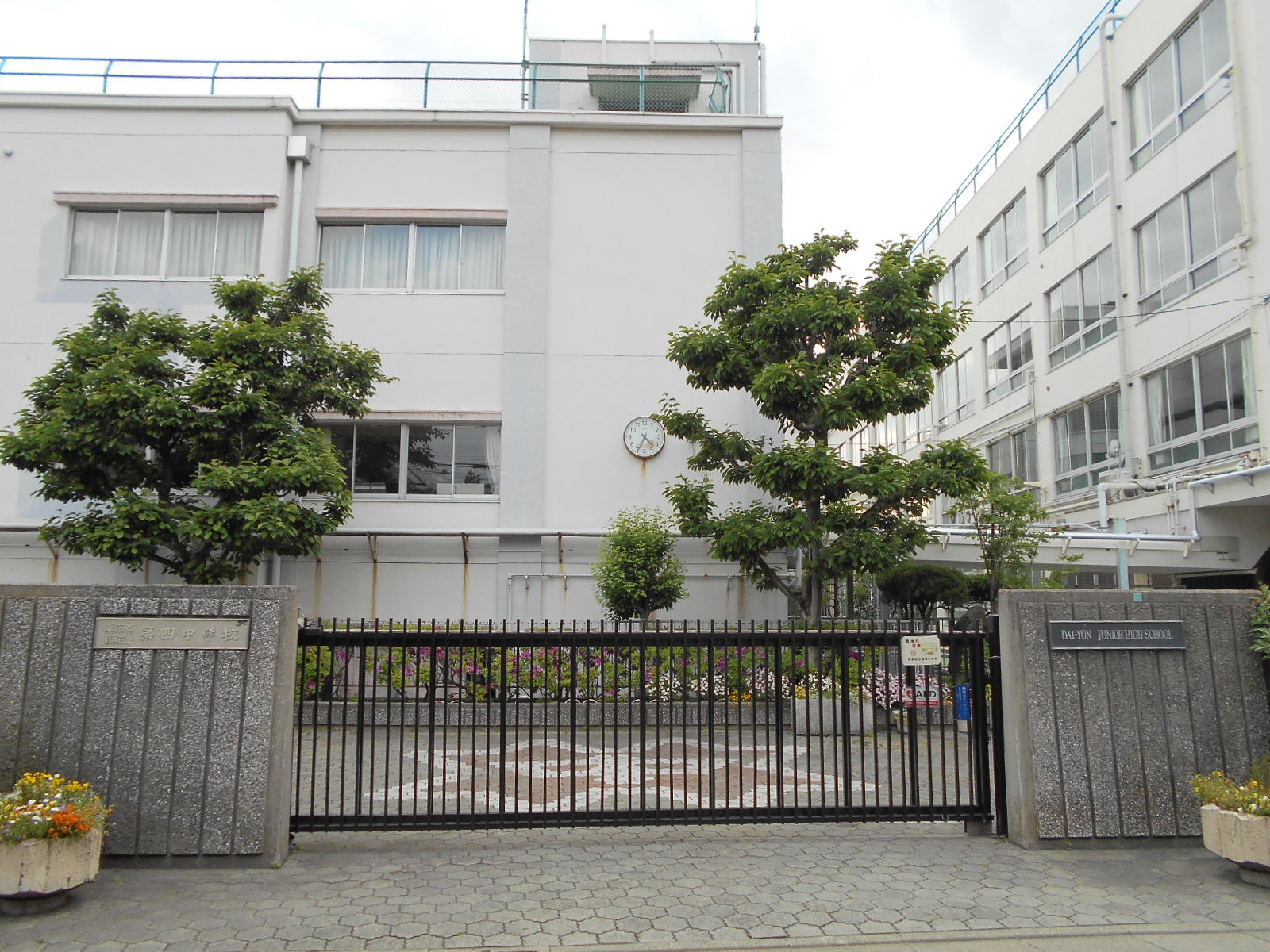
2015年

## 概要
- 心障学級「わかたけ学級」を設置していた。
- 非常に部活動が盛んであり、中学スポーツ界における最高峰の大会である全国中学校体育大会やジュニアオリンピックに出場した生徒がいた。
- 正門を入ったところにコブシの木があり、校歌のフレーズや学園祭の名前、学校新聞の名前にもなっていた。
- 10月末には「こぶし祭」という文化祭が、舞台の部（合唱や演劇・吹奏楽・ダンスなど）・展示の部の2部構成で行われていた。

## 沿革
- 昭和22年4月1日- 第四中学校設置認可
- 昭和22年4月19日- 初代校長萩野谷重着任
- 昭和22年5月5日- 開校式（於目黒区立油面小学校）
- 昭和22年6月1日- 校章設定
- 昭和23年6月27日- 油面小学校に独立校舎完成（この日を開校記念日とした）
- 昭和24年6月18日- PTA 創立
- 昭和26年3月20日- 現在地に校舎完成
- 昭和27年3月9日- 校歌制定
- 昭和28年6月8日- 校旗制定
- 昭和33年2月13日- 図書館完成、開校10周年記念式
- 昭和33年5月1日- 文部省産業教育指定校
- 昭和35年9月13日- 鉄筋4階建て校舎6教室など完成
- 昭和35年10月28日- 産業教育発表会
- 昭和36年4月1日- 東京都道徳教育研究協力校
- 昭和37年2月6日- 道徳教育研究発表会
- 昭和37年9月1日- 屋内運動場兼講堂完成
- 昭和38年8月15日- プール完成
- 昭和40年2月26日- 区統計教育協力校研究発表会
- 昭和40年4月1日- 東京都統計教育研究指定校
- 昭和42年4月1日- 心障学級・わかたけ学級中等部併設
- 昭和43年2月27日- 都統計教育研究発表会
- 昭和47年4月1日- 区教育機器研究奨励校
- 昭和47年11月15日- 給食優良校として文部大臣賞受賞
- 昭和48年2月23日- 教育機器研究発表会
- 昭和49年12月2日- 区教育機器研究実験校研究発表会
- 昭和53年4月1日- 区技術・家庭科研究奨励校
- 昭和54年4月1日- 心障学級わかたけ学級区研究奨励校
- 昭和55年11月4日- 鉄筋校舎第5 期増改築完成
- 昭和57年4月1日- 九代校長福田富夫着任
- 昭和60年8月30日- 鉄筋校舎耐震工事完成
- 昭和61年4月1日- 十代校長有江辰郎着任
- 昭和63年11月12日- 新屋内運動場兼講堂・プール改築完成
- 平成元年4月1日- 十一代校長辻喜久子着任
- 平成3年9月1日- コンピュータルーム完成
- 平成4年4月1日- 十二代校長五月女力着任
- 平成9年4月1日- 十三代校長松村由紀子着任
- 平成12年4月1日- 区教育開発校（小中連携教育他）
- 平成13年4月1日- 十四代校長岩浅充着任　都小中連携教育推進協力校
- 平成14年4月1日- 区教育開発校（小中連携教育他）
- 平成14年9月2日- 普通教室に冷房設置
- 平成17年4月1日- 十五代校長遠藤正則着任
- 平成17年8月31日- 受水槽交換工事
- 平成18年8月31日- コンピュータ機器更新
- 平成19年4月1日- 2期制（前期、後期）開始
- 平成19年11月8日- 60周年記念合同式典
- 平成22年4月1日- 十六代校長 牛島順子 着任
- 平成27年3月31日- 閉校。下目黒三丁目の目黒区立第三中学校と統合して目黒区立大鳥中学校へ
- 令和3年3月28日- 跡地に高齢者施設・障害者施設の複合施設「こぶしえん」が開園[1]
- 令和3年4月- 跡地に閉校記念碑・記念樹および校歌の歌碑を設置[2]

## 関係者
出身者
- 岩垂かれん - プロフェッショナル・スノーボーダー
- 鈴木優 - プロ野球選手（オリックス・バファローズ）